# Anton-Insel
Die Anton-Insel ist eine flache und eisbedeckte Insel vor der Clarie-Küste des ostantarktischen Wilkeslands. Sie liegt 8 km nordnordöstlich der Lewis-Insel unmittelbar außerhalb der Ostseite der Einfahrt zur Davis-Bucht.
Entdeckt wurde sie 1956 von einer Mannschaft unter Leitung des australischen Polarforschers Phillip Law im Rahmen der Australian National Antarctic Research Expeditions. Eine erste Anlandung folgte am 18. Januar 1960 per Hubschrauber. Das Antarctic Names Committee of Australia (ANCA) benannte die Insel nach Anton Moyell, Erster Offizier auf dem australischen Forschungsschiff Magga Dan im Jahr 1960.